# Washington Square (film)
Pour les articles homonymes, voir Washington Square.
Washington Square est un film américain réalisé par Agnieszka Holland, sorti en 1997.
C'est la seconde adaptation du roman éponyme de Henry James, après L'Héritière réalisé par William Wyler en 1949.

## Synopsis
La jeune Catherine est une jeune fille maladivement timide et soumise à la volonté de son père.
Ce dernier la tient secrètement pour responsable du décès de sa mère en couche. Pourtant, l'enfant, grassouillette et maladroite, tente de son mieux de se faire aimer par son père. Devenue jeune fille, elle s'éprend d'un jeune homme, Morris Townsend, mais son père refuse de donner son accord pour leur mariage, estimant que ce dernier est seulement intéressé par l'argent de Catherine, ce que Morris avouera par la suite.
Le père décède et déshérite en partie Catherine afin de rebuter d'éventuels prétendants intéressés par son argent. Des années après, Morris revient tenter sa chance, mais Catherine lui dit qu'elle n'est plus intéressée par cette histoire. Elle passera sa vie à s'occuper de jeunes enfants en difficulté.

## Fiche technique
- Titre : Washington Square
- Réalisation : Agnieszka Holland
- Photographie : Jerzy Zielinski
- Pays :  États-Unis
- Date de sortie : 1997

## Distribution
- Jennifer Jason Leigh : Catherine Sloper
- Albert Finney : Austin Sloper
- Maggie Smith : Tante Lavinia Penniman
- Ben Chaplin : Morris Townsend
- Jennifer Garner : Marian Almond